# Skinners Union

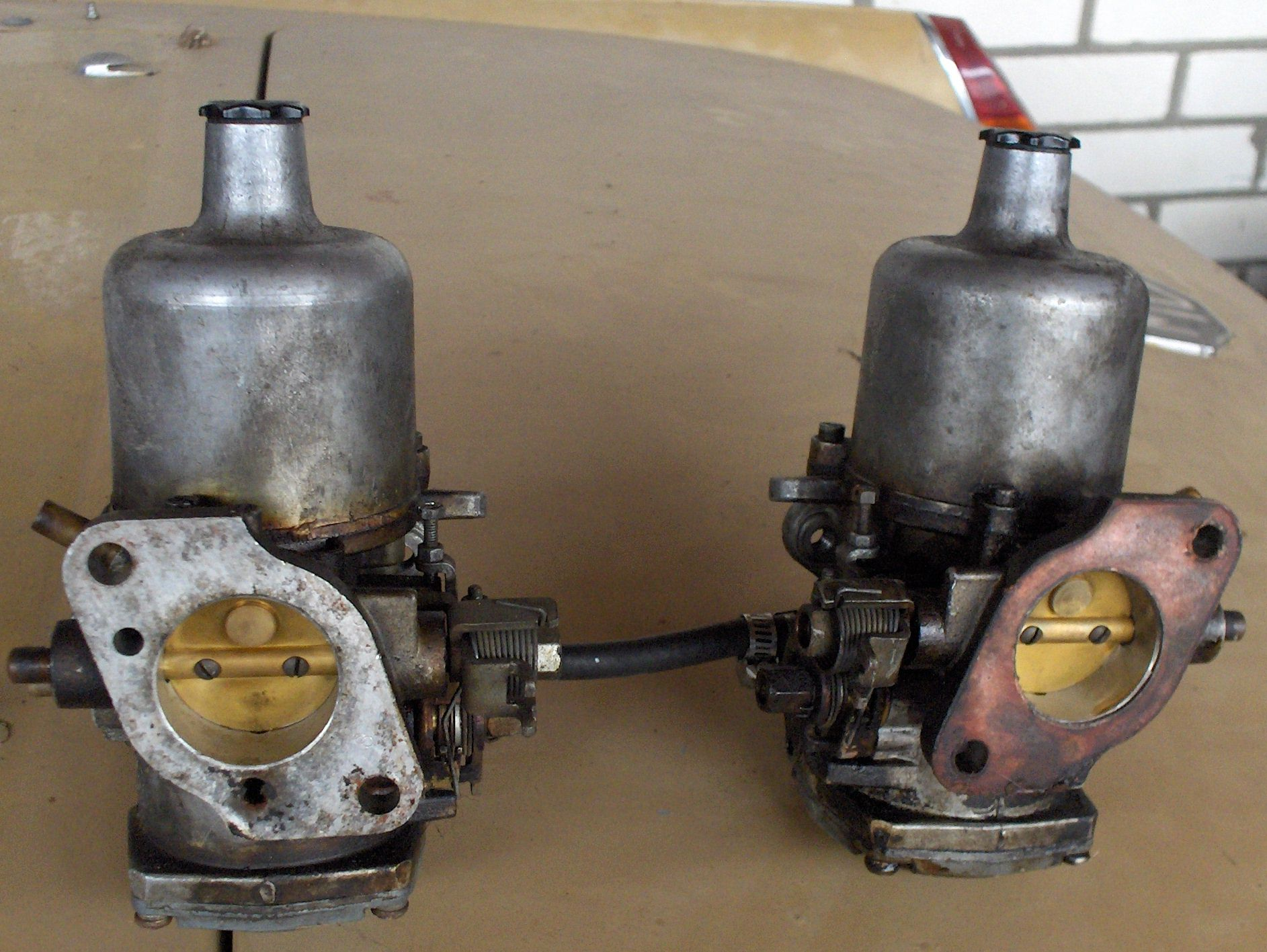
En uppsättning SU-förgasare från en MGB.

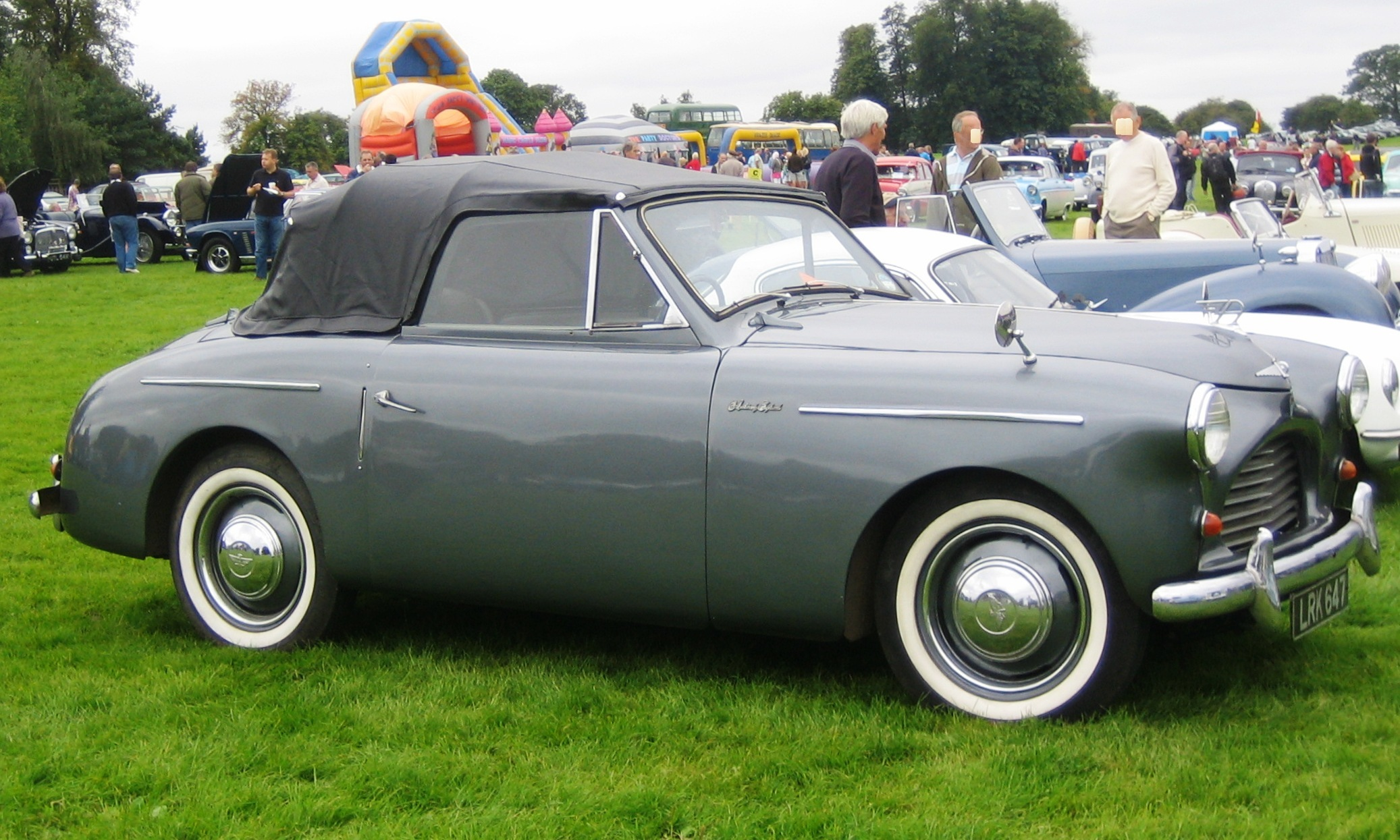
Austin A40 Sports använde i början av 1950-talet dubbla SU-förgasare för att uppnå 46 hästkrafter istället för de 42 man fick ut i Austin A40 som bara hade en förgasare

Skinners Union (SU) var ett företag som tillverkade förgasare som användes av många brittiska biltillverkare (Austin, Morris, Jaguar, Triumph, MG) och svenska (Volvo, Saab 99) bilar under stora delar av 1900-talet. Företaget började med en redan 1905 patenterad konstruktion av George Herbert Skinner, och levererade förgasare till nytillverkade bilar fram till 1995 (när de ingick i Rover-gruppen). Idag tillverkas företagets konstruktioner av Burlen Fuel Systems Limited, framför allt för användande i veteranbilar.